# Milton Delgado
Milton Delgado (ur. 16 czerwca 2005 w Rafael Castillo) – argentyński piłkarz występujący na pozycji defensywnego lub środkowego pomocnika, od 2024 roku zawodnik Boca Juniors.